# Dan Mihalache

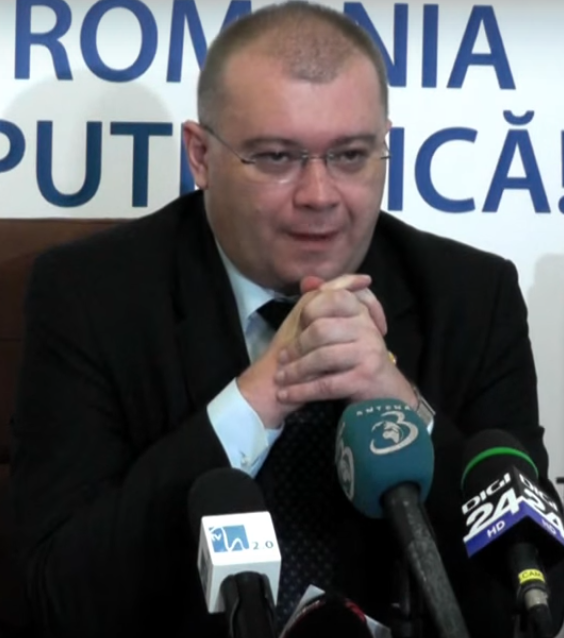
Dan Mihalache (2016)

Dan Mihalache (* 18. Mai 1971 in Timișoara, Rumänien) ist ein rumänischer Politiker und ehemaliges Mitglied des Europäischen Parlaments für die Partidul Social Democrat. Im Zuge der Aufnahme Rumäniens in die Europäische Union gehörte er vom 1. Januar bis zum 9. Dezember 2007 dem Europäischen Parlament an und war dort Mitglied in der Sozialdemokratischen Fraktion im Europäischen Parlament.

## Posten als MdEP
- Mitglied im Ausschuss für bürgerliche Freiheiten, Justiz und Inneres
- Mitglied in der Delegation im Parlamentarischen Kooperationsausschuss EU-Moldau
- Stellvertreter im Ausschuss für internationalen Handel
- Stellvertreter in der Delegation im Gemischten Parlamentarischen Ausschuss EU-Ehemalige Jugoslawische Republik Mazedonien